# アハシュエロス王の前のエステル (アルテミジア・ジェンティレスキ)
『アハシュエロス王の前のエステル』（アハシュエロスおうのまえのエステル、伊: Ester prima di Assuero, 英: Esther Before Ahasuerus）は、イタリアのバロック期の女性画家アルテミジア・ジェンティレスキが1620年代に制作した絵画である。油彩。『旧約聖書』「エステル記」のヒロインであるエステルの物語を主題とする作品で、エステルがペルシア王アハシュエロスと面会し、ユダヤの民を救うよう懇願する場面を描いている。現在はニューヨークのメトロポリタン美術館に所蔵されている。

## 主題
モルデカイに養育されたエステルはユダヤ人の出身であることを隠してアハシュエロス王と結婚した。のちにアハシュエロス王がペルシア帝国に居住する全てのユダヤ人の処刑を命じると、王妃のエステルは呼び出されることなく王の前に出て、自身の出身であるユダヤの民を救ってくれるように懇願した。エステルのこの行動は宮廷の作法に違反しており、彼女はユダヤの民の救済を懇願するために死刑となる危険を冒した。彼女は結局、王の前で失神してしまった。彼女の行動は最終的に王の決断を和らげることになり、彼女はユダヤ人が殺されるのを防いだ。

## 作品
本作品はアルテミジアの諸作品の中ではあまり知られていない部類に入るが、アルテミジアの最も野心的な作品の1つであることが指摘されている。照明の使用や、人物描写、様式は、エステルを『旧約聖書』のヒロインとして、また絵画作品の主人公として描写するのに役立っている。日付の記載はなく、パトロンないし発注主は現在も不明のままである。バロック美術とアルテミジア・ジェンティレスキの学者は制作年代について様々な説を主張しているが、多くの場合、アルテミジアが最初にナポリに滞在した1630年代の作であると信じられている。
アルテミジアはエステルが気絶する瞬間を描いている。描かれている主題はエステルがアハシュエロス王の前で出て民のために嘆願するという『旧約聖書』の場面だが、服装や舞台設定はより同時代的である。画面左端のエステルは明るい照明の下に描かれているが、画面右端のアハシュエロス王は影の中に配置され、王はまた豪華な羽のついた帽子をかぶり、宝石で飾られた毛皮をあしらったブーツを履いた姿で描かれている。この種の衣装は当時の舞台の喜劇的キャラクターに見出すことができる。一方、エステルはより優雅で洗練された衣服を着た姿で描かれている。このようにアルテミジアはアハシュエロス王をやや滑稽に描くことによって、エステルを単にこのシーンの主人公として示しているだけでなく、エステルの統治者としての女性の優位性を強調している。
アハシュエロス王の膝の近くには、アルテミジアによって意図的に塗りつぶされた少年のペンティメントが見える。メトロポリタン美術館によるX線撮影を用いた科学調査の結果、これはアフリカ出身の黒人の少年であり、エステルに向かって跳びかかろうとする犬を捕まえていることが判明した。

### 図像的源泉

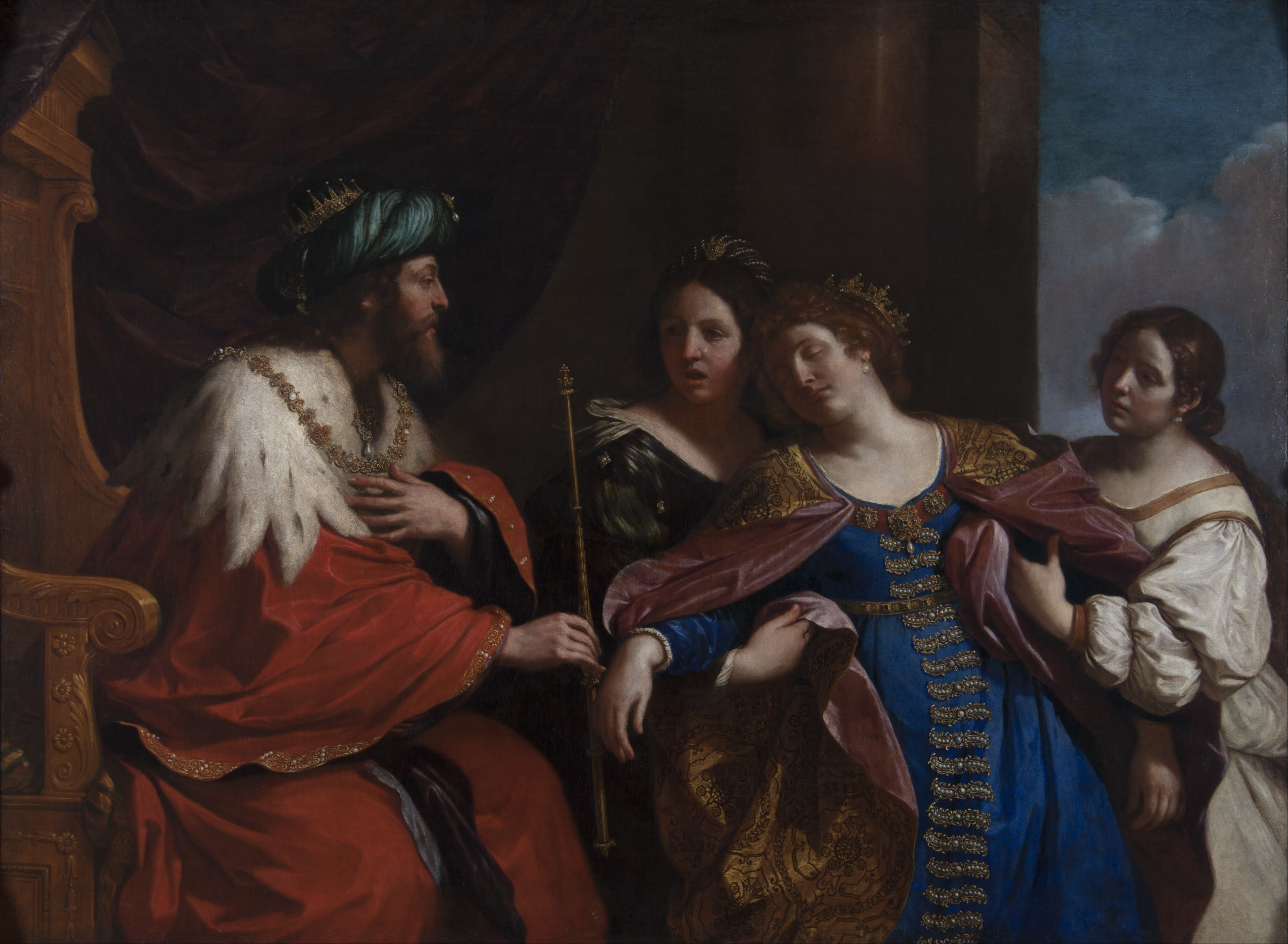
グエルチーノの1639年の作品『アハシュエロス王の前のエステル』。ミシガン大学美術館所蔵。

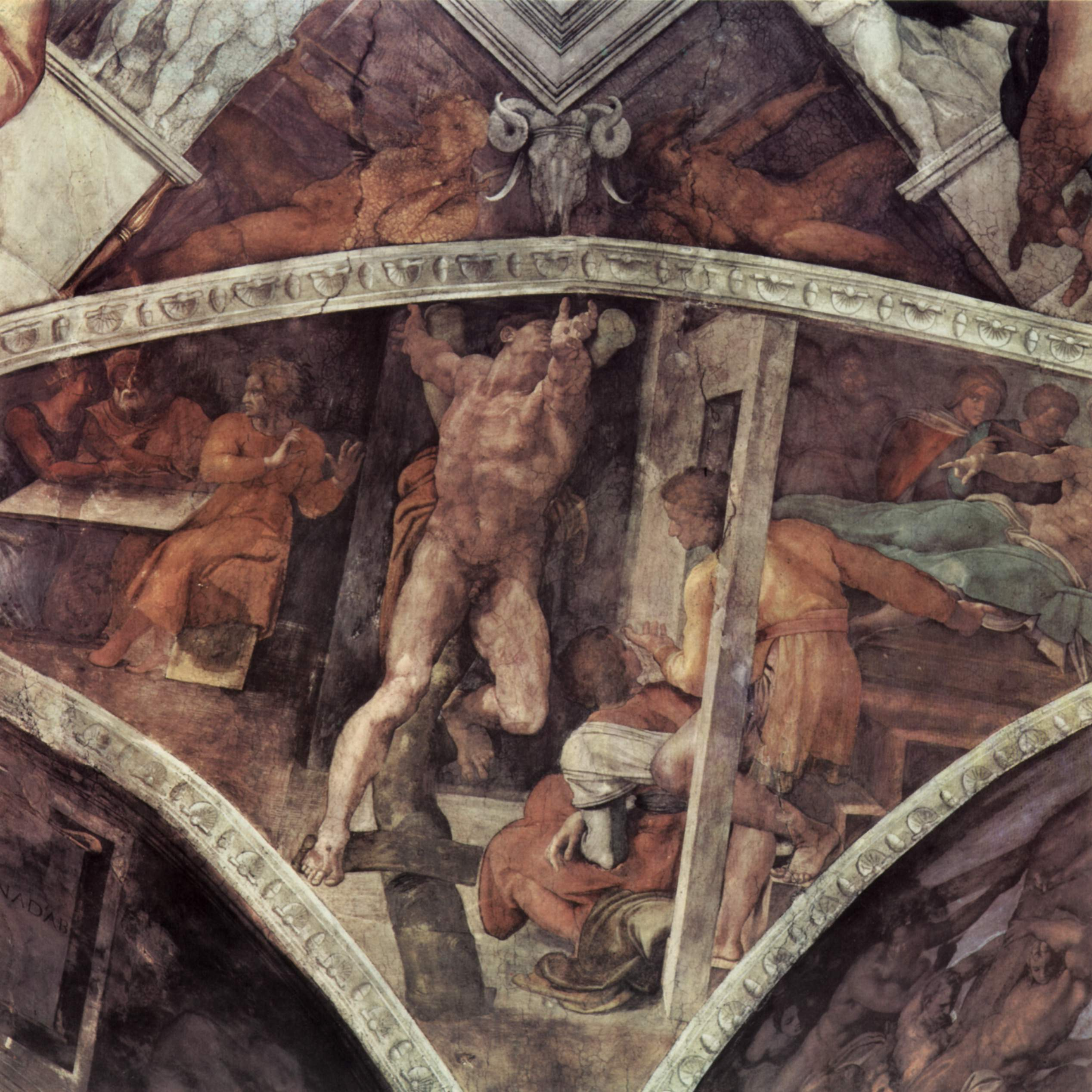
ミケランジェロ・ブオナローティのシスティーナ礼拝堂天井画の一部『ハマンの処刑』。

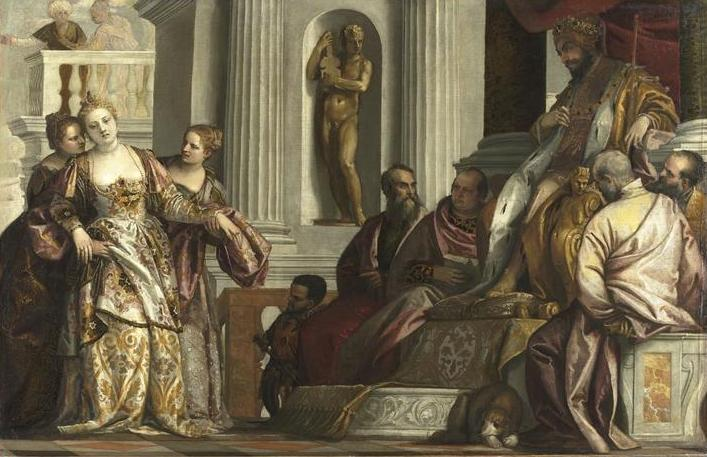
パオロ・ヴェロネーゼの作品『アハシュエロス王の前のエステル』。ルーヴル美術館所蔵。

アルテミジアがアハシュエロス王に懇願するエステルのテーマを描くという選択をしたのは特別なことではなかった。当時の他の芸術家も「エステル記」のこの一節を描いていた。アルテミジアのように、グエルチーノの作品ではエステルが気を失い、侍女たちに支えられている様子が描かれている。グエルチーノが制作するうえで依拠した可能性が最も高い旧約外典の文書は、エステルと王の関係を聖母マリアとキリストの象徴とすることを意図している。グエルチーノとアルテミジアの絵画において、エステルのドレスに刺繍されているザクロも聖母を象徴している。聖母マリアのアトリビュートとして果物を引用することは純潔および不死の象徴である。
カラヴァッジョ派のアルテミジアは家族がローマに滞在していたときにミケランジェロ・メリージ・ダ・カラヴァッジョの作品に影響を受けた。彼女の父オラツィオとカラヴァッジョの個人的な関係は本作品でも見ることができる。アハシュエロス王はこの作品の重要人物であるエステルに惹かれている。両人物間の力関係は役割の逆転を示唆している。君主制の実権を握っているのはむしろエステルであり、アハシュエロス王は新参者である。アルテミジアの『アハシュエロスの前のエステル』に見られる役割の逆転は、カラヴァッジョの作品における性別の曖昧さおよび性別の逆転を思い出させる。これはカラヴァッジョが柔弱な少年を官能的に描いた『果物籠を持つ少年』（Fanciullo con canestro di frutta）に見ることができる。カラヴァッジョの『メドゥーサの首』（Testa di Medusa）におけるゴルゴンもまた性別を曖昧にして描かれたようである。カラヴァッジョはメドゥーサの図像を作り出すために自身の顔を描き、それを神話上の女性の怪物に見立てたことが示唆されている。アハシュエロス王はカラヴァッジョが「浅薄さ」を表現するために使用した描写である、「流行のファッションに身を包んだ洒落者型」という特徴を持つ。エステルは失神しているが、それでもアハシュエロス王と並んで威厳のある女性として描かれている。
エステルの筋肉質の首はミケランジェロ・ブオナローティがシスティーナ礼拝堂天井画に描いた『ハマンの処刑』（La Punizione di Aman）のハマンに匹敵している。
アハシュエロス王の傍らに描かれていた少年と犬は、同じ場面を描いたルネサンス期のヴェネツィア派の画家パオロ・ヴェロネーゼの作品『アハシュエロスの前のエステル』（Ester prima di Assuero）をアルテミジアが参照したことを示唆している。実際、ヴェロネーゼは王の傍らに少年と犬を描いている。そのほかにも両作品の間には、エステルと侍女の1人の頭部が接近していることや、エステルの左手のポーズと位置、アハシュエロス王が座っている王座の台座が円形の形状をしていることなどの類似点があり、構図の特定の細部をヴェロネーゼから直接引用していると思われる。もっとも、ヴェロネーゼの作品では犬は王の足元で休んでおり、エステルを攻撃しようとはしていない。いずれにせよアルテミシアは1626年から1630年にかけてヴェネツィアに滞在しており、おそらくその際に1662年までヴェネツィアのコレクションにあったヴェロネーゼの作品を見たと考えられる。

### 制作年代
制作年代については美術史家ヘルマン・フォス（1924年）、カウフマン（Kaufmann, 1970年）、コンティーニ（Contini, 1991年）といった研究者が1630年代の最初のナポリ時代とした。これに対してメアリー・ガラードは1620年代初頭の第2のローマ時代に位置づけた（1989年）。これはアハシュエロス王の衣装をあからさまにカラヴァッジェ風であると見なしたことや、アルテミジアが1620年代初頭のヴェネツィア旅行中にヴェロネーゼ派の作品を見たと仮定したことに基づいている。しかしガラードはのちに見解を変更し、1630年頃の作品とした（2001年）。ジャッシー・ロッカー（Jesse Locker）は1626年から1630年にかけてのヴェネツィア時代末期の作品ではないかと提案している（2015年）。

## 来歴
来歴の大部分は不明である。絵画が最初に記録されたのはウィーンのハラッハ伯爵家のコレクション（Grafen von Harrach collection）の1856年の目録であり、1897年および1926年の目録でも記載されている。この絵画を1953年に購入したのがローマのアレッサンドロ・モランドッティ（Alessandro Morandotti）であり、少なくとも1957年まで絵画を所有した。その後、絵画は1960年までにナサニエル・ピーター・ヒル4世（Nathaniel Peter Hill IV）の手に渡った。ナサニエル・ピーター・ヒルは入手した絵画を同年のうちにメトロポリタン美術館に貸与したのち、1965年に死去。未亡人となったエリノア・ウィニフレッド・ドーランス（Elinor Winifred Dorrance）は1968年にスチュアート・H・インガーソルと再婚し、その翌年の1969年に絵画を同美術館に寄贈した。

## ギャラリー

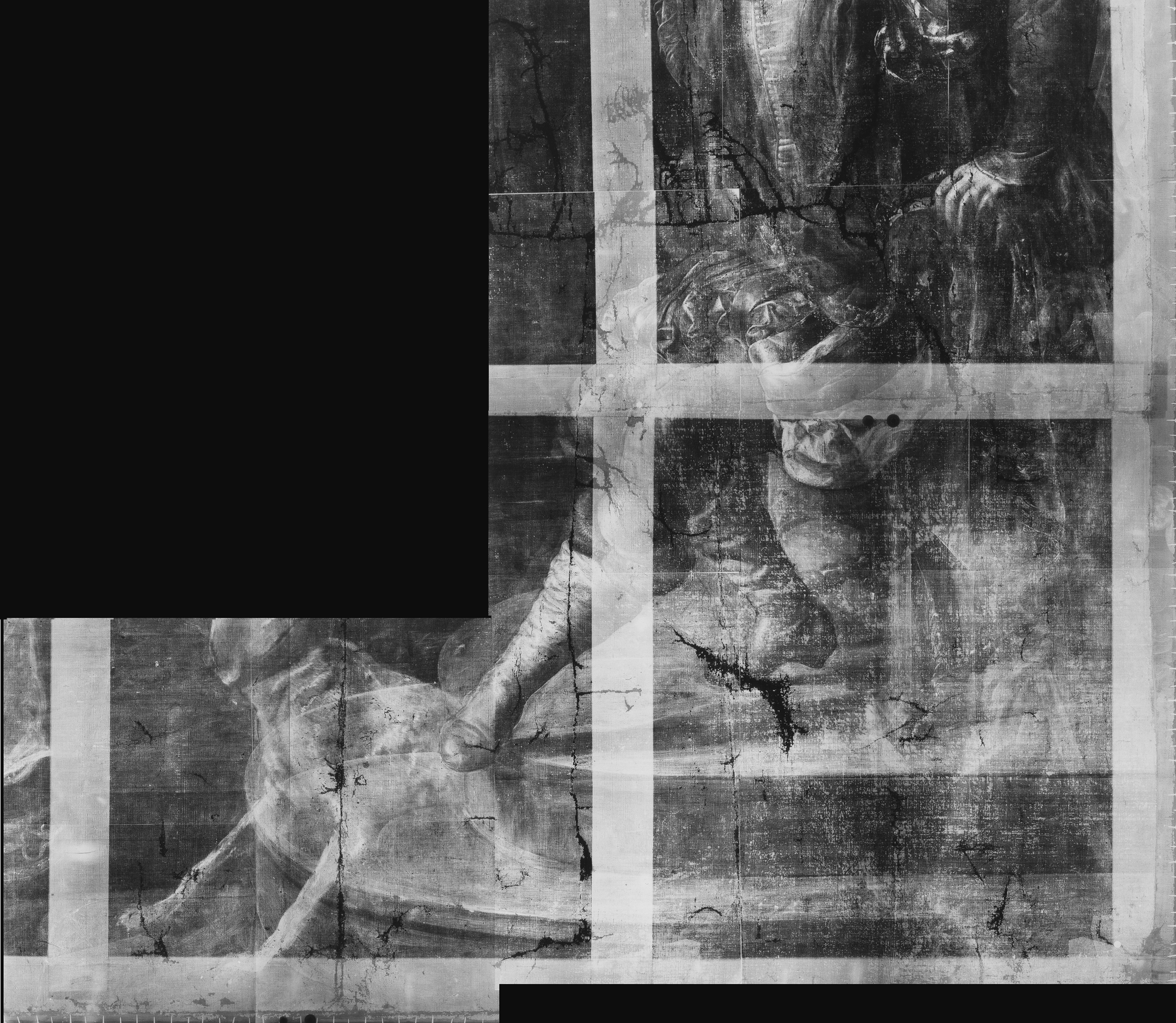
X線撮影で明らかになった犬の描写